# Bobbie van de Graaff
Bobbie van de Graaff   (Macclesfield, 17 de març de 1944) és un remer neerlandès, ja retirat, que va competir durant la dècada de 1960.
El 1964 va prendre part en els Jocs Olímpics d'Estiu de Tòquio, on guanyà la medalla de bronze en la prova del quatre amb timoner del programa de rem. Formà equip amb Jan van de Graaff, Lex Mullink, Freek van de Graaff i Marius Klumperbeek.